# 우치다 리오
우치다 리오(일본어: 内田理央 うちだりお[*], 1991년 9월 27일 ~ ) 일본의 배우다.

## 출연 작품

### 드라마
- 《가면라이더 드라이브》 (2014년–2015년) 시지마 키리코 역
- 《오키테가미 쿄코의 비망록》 (2015년 10월–12월) 마쿠마 마쿠루 역
- 《빼앗긴 얼굴 ~미아타리 수사반~》(2019년 1월-2월) 안도 카나에 역
- 《도망치는 건 부끄럽지만 도움이 된다》 9화–최종화 (2016년 12월) 이가라시 안나 역
- 《해파리 공주》 (2018년 1월–3월) 마야야 역
- 《아재's 러브》 (2018년 4월–6월) 아라이 치즈 역

### 영화
- 《그 아이의, 포로》 (2018년) 야마다 하나 역